# E=MC² (album, Mariah Carey)
E=MC² je jedenácté studiové album americké zpěvačky Mariah Carey, které vyšlo v roce 2008. Deska debutovala v albovém žebříčku na prvním místě, kdy se jí v prvním týdnu prodeje prodalo přes 463,000 kusů. Velké úspěchy slavil i pilotní singl Touch My Body, který vedl prestižní singlový žebříček Billboard Hot 100 dva týdny.

## Seznam písní
1. Migrate (feat. T-Pain) – 4:17
2. Touch My Body – 3:24
3. Cruise Control (feat. Damian Marley) – 3:32
4. I Stay in Love – 3:32
5. Side Effects (feat. Young Jeezy) – 4:22
6. I'm That Chick – 3:31
7. Love Story – 3:56
8. I'll Be Lovin' U Long Time – 3:01
9. Last Kiss – 3:36
10. Thanx 4 Nothin' – 3:05
11. O.O.C. – 3:26
12. For the Record – 3:26
13. Bye Bye – 4:26
14. I Wish You Well – 4:35

### Bonusy
1. Heat – 3:34
2. 4real4real (feat. Da Brat) – 4:13

## Umístění
| Hitparáda      | Umístění |
| -------------- | -------- |
| Česko          | 39       |
| Rakousko       | 8        |
| Austrálie      | 2        |
| Belgie         | 25       |
| Kanada         | 1        |
| Nizozemsko     | 11       |
| Evropa         | 3        |
| Francie        | 6        |
| Německo        | 7        |
| Řecko          | 6        |
| Irsko          | 7        |
| Itálie         | 9        |
| Japonsko       | 7        |
| Mexiko         | 43       |
| Nový Zéland    | 10       |
| Norsko         | 20       |
| Polsko         | 33       |
| Portugalsko    | 15       |
| Španělsko      | 16       |
| Švédsko        | 22       |
| Švýcarsko      | 5        |
| Velká Británie | 3        |
| Svět           | 1        |
| USA            | 1        |